# Union de propagande marxiste-léniniste armée
 (février 2018).
Si vous disposez d'ouvrages ou d'articles de référence ou si vous connaissez des sites web de qualité traitant du thème abordé ici, merci de compléter l'article en donnant les références utiles à sa vérifiabilité et en les liant à la section « Notes et références ».
L’Union de propagande marxiste-léniniste armée (En turc : Marksist Leninist Silahlı Propaganda Birliği, abrégé en MLSPB), de son nom complet Parti-Front de libération des peuples de Turquie/ Union de propagande marxiste-léniniste armée est une organisation marxiste-léniniste de Turquie. C’est une scission du Parti-Front de libération des peuples de Turquie. Le groupe participe à la fondation du Mouvement révolutionnaire uni des peuples en mars 2016, qui réunit le Parti des travailleurs du Kurdistan et sept autres organisations.

## Activité

### Les années 1980
En avril 1980, des membres du groupe tuèrent un officier naval américain, Sam Novello, et son chauffeur, Ali Sabri Baytar. Les trois assaillants tentèrent de s’échapper sur une motocyclette, mais furent rattrapés. L’un d’eux mourut de ses blessures, les deux autres condamnés à mort et exécuté le 25 juin 1981.

### Implication dans la guerre civile syrienne
Le groupe a participé à la guerre civile syrienne en tant que MLSPB-Front révolutionnaire, aux côtés des Unités de protection du peuple, contre l’État islamique. Ses membres rejoignirent les organisations armées internationalistes supportant les YPG, le Bataillon international de libération et les Forces unies de libération. Un bataillon nommé Alper Cakas (un combattant du MLSPB tué au combat au Rojava) a été formé par le MLSPB et Devrimci Karargâh.